# يوسف حسين كمال
يوسف حسين كمال العمادي هو سياسي ورجل أعمال قطري شغل منصب وزير الاقتصاد والمالية من 1998 إلى 2013.
حصل على درجة البكالوريوس في إدارة الأعمال من جامعة القاهرة.
في عام 1973، بدأ كامل العمل كرئيس قسم في وزارة المالية والبترول. حتى نوفمبر تشرين الثاني عام 1996، كان عضوا في مجلس إدارة الشركة القطرية العامة للبترول. وكان أيضا عضوا في مجلس محافظي صندوق أوبك.
خدم في العديد من المناصب الرئيسية، بما في ذلك نائب وزير، في وزارة المالية والاقتصاد والتجارة حتى عام 1998 عندما تم تعيينه وزيرا للمالية. واستبدل محمد بن خليفة آل ثاني في هذا المنصب  في عام 2008، تم أصبح وزيرا للاقتصاد والمالية.
وكان رئيسا للعديد من المؤسسات العامة، بما في ذلك بنك قطر الوطني، قطر ستيل، راس غاز، هيئة مركز قطر المالي وسوق الدوحة للأوراق المالية. وخلال فترة ولايته أيضا كان يمثل دولة قطر في صندوق النقد الدولي والبنك العالمي وصندوق النقد العربي والبنك الإسلامي للتنمية وصندوق الأوبك.